# Ambrož Telčský
Ambrož Telčský († 1597) OPraem. byl římskokatolický kněz, premonstrátský kanovník a v letech 1589–1597 opat kanonie v Zábrdovicích.
Opatem v Zábrdovicích byl osm let. Díky jeho úsilí byl klášterní chrám v Zábrdovicích vybaven bohoslužebnými rouchy a náčiním. Ve funkci opata řešil hospodářské spory, mj. kvůli rybníku na pomezí Šaratic (patřícím klášteru) a Újezdu (patřícímu olomouckému biskupství).